# Paviljoentje

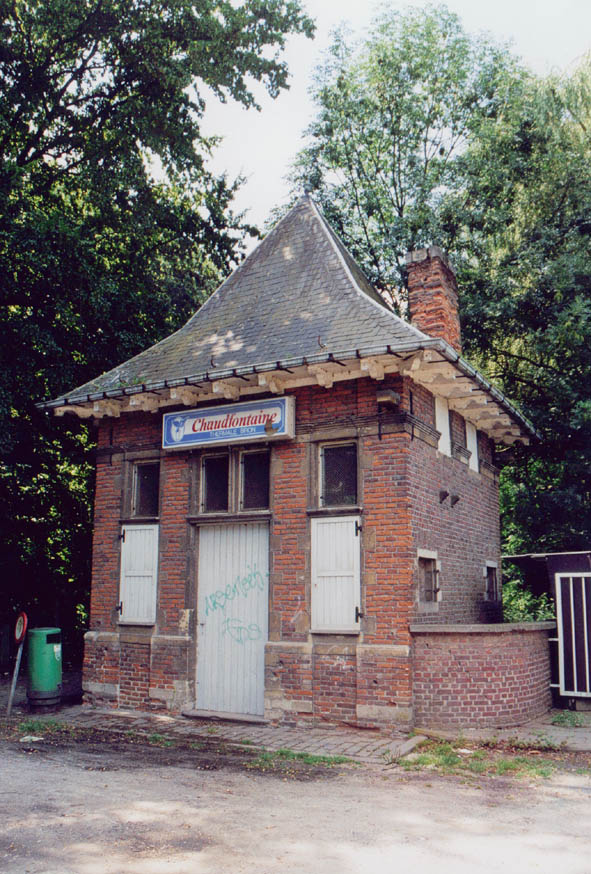
Paviljoentje

Het Paviljoentje is een gebouwtje in de tot de Vlaams-Brabantse plaats Vilvoorde behorende wijk Kassei, gelegen aan de Brusselsesteenweg.
Het paviljoentje is afkomstig uit de omgeving van de Zwarte Vijvers aan de Gentsesteenweg te Koekelberg. Het werd gebouwd in 1683. Het werd voorzichtig afgebroken om verplaatst te worden naar Vilvoorde, waar het weer werd opgebouwd onder leiding van Henry De Bruyne.
Het betreft een vierkant gebouwtje in baksteen en zandsteen opgetrokken, met een overkragend tentdak.